# Afrocygnus chauvireae
Afrocygnus chauvireae är en utdöd fågel i familjen änder inom ordningen andfåglar. Den beskrevs 2005 utifrån fossila lämningar från sen miocen funna i Tchad och Libyen.